# Łukasz Bodnar
Łukasz Bodnar (Wrocław, 10 mei 1982) is een Pools voormalig professioneel wielrenner. Hij reed zijn gehele carrière voor Poolse ploegen, het laatst in 2016, voor Verva ActiveJet Pro Cycling Team. Zijn broer Maciej is ook professioneel wielrenner.
Bodnar was een goede tijdrijder en werd tweemaal nationaal kampioen op dit onderdeel. Verder bestaat zijn palmares uit overwinningen in kleinere Poolse wielerkoersen.

## Belangrijkste overwinningen
2004
 Pools kampioen tijdrijden, Beloften
2007
 Pools kampioen tijdrijden, Elite
4e etappe Koers van de Olympische Solidariteit
Eindklassement Koers van de Olympische Solidariteit
2008
 Pools kampioen tijdrijden, Elite
4e etappe Koers van de Olympische Solidariteit
Eindklassement Koers van de Olympische Solidariteit
5e etappe Ronde van Mazovië (ploegentijdrit)
2009
8e etappe Ronde van Marokko
3e etappe Ronde van Mazovië
Eindklassement Ronde van Mazovië
2010
3e etappe Szlakiem Grodów Piastowskich
2013
2e etappe Ronde van Malopolska
Eindklassement Ronde van Malopolska

## Resultaten in voornaamste wedstrijden
| Jaar |  | WK op de weg |
| ---- |  | ------------ |
| 2008 |  | opgave       |

## Ploegen
- 2003 –  CCC-Polsat
- 2004 –  Hoop CCC-Polsat
- 2005 –  Intel-Action
- 2006 –  Intel-Action
- 2007 –  Intel-Action
- 2008 –  DHL-Author
- 2009 –  CCC Polsat Polkowice
- 2010 –  CCC Polsat Polkowice
- 2011 –  CCC Polsat Polkowice
- 2012 –  Bank BGŻ
- 2013 –  Bank BGŻ
- 2014 –  ActiveJet Team
- 2015 –  ActiveJet Team
- 2016 –  Verva ActiveJet Pro Cycling Team

Bernas · Bodnar · Brylowski · Dąbkowski · Ezquerra · Franczak · González · Gradek · Mickiewicz · Muntaner · Owsian · Podlaski
Aniołkowski · A.Banaszek · N.Banaszek · Bernas · Bodnar · Charucki · Cieślik · Franczak · Gradek · Hník · Koch · Podlaski · Polnický · Simón · Stachowiak · Staniszewski